# Grand Prix Formule 1 van Bahrein 2005
De Grand Prix Formule 1 van Bahrein 2005 werd gehouden op 3 april 2005 op het Bahrain International Circuit in Sakhir.

## Uitslag
| Positie | Nummer | Rijder               | Team                | Ronden | Tijd/Opgave   | Startplaats | Punten |
| ------- | ------ | -------------------- | ------------------- | ------ | ------------- | ----------- | ------ |
| 1       | 5      | Fernando Alonso      | Renault             | 57     | 1:29:18.531   | 1           | 10     |
| 2       | 16     | Jarno Trulli         | Toyota              | 57     | +13.409       | 3           | 8      |
| 3       | 9      | Kimi Räikkönen       | McLaren - Mercedes  | 57     | +32.063       | 9           | 6      |
| 4       | 17     | Ralf Schumacher      | Toyota              | 57     | +53.272       | 6           | 5      |
| 5       | 10     | Pedro de la Rosa     | McLaren - Mercedes  | 57     | +1:04.988     | 8           | 4      |
| 6       | 7      | Mark Webber          | Williams-BMW        | 57     | +1:14.701     | 5           | 3      |
| 7       | 12     | Felipe Massa         | Sauber - Petronas   | 56     | +1 Ronde      | 12          | 2      |
| 8       | 14     | David Coulthard      | Red Bull - Cosworth | 56     | +1 Ronde      | 14          | 1      |
| 9       | 2      | Rubens Barrichello   | Scuderia Ferrari    | 56     | +1 Ronde      | 20          |        |
| 10      | 18     | Tiago Monteiro       | Jordan-Toyota       | 55     | +2 Rondes     | 16          |        |
| 11      | 11     | Jacques Villeneuve   | Sauber - Petronas   | 54     | Wielophanging | 15          |        |
| 12      | 20     | Patrick Friesacher   | Minardi - Cosworth  | 54     | +3 Rondes     | 19          |        |
| 13      | 21     | Christijan Albers    | Minardi - Cosworth  | 53     | +4 Rondes     | 18          |        |
| Ret     | 3      | Jenson Button        | BAR-Honda           | 46     | Uitputting    | 11          |        |
| Ret     | 4      | Takuma Sato          | BAR-Honda           | 27     | Remmen        | 13          |        |
| Ret     | 8      | Nick Heidfeld        | Williams-BMW        | 25     | Motor         | 4           |        |
| Ret     | 1      | Michael Schumacher   | Scuderia Ferrari    | 12     | Hydrauliek    | 2           |        |
| Ret     | 6      | Giancarlo Fisichella | Renault             | 4      | Motor         | 10          |        |
| Ret     | 19     | Narain Karthikeyan   | Jordan-Toyota       | 2      | Elektrisch    | 17          |        |
| Ret     | 15     | Christian Klien      | Red Bull - Cosworth | 0      | Elektrisch    | 7           |        |

## Wetenswaardigheden
- 100ste overwinning: Renault
- Eerste race voor team: Pedro de la Rosa voor McLaren. Hij verving de geblesseerde Juan Pablo Montoya.
- Dit was de warmste Grand Prix ooit verreden tot nu toe, met luchttemperaturen van 42°C en baantemperaturen van 56°C.
- Toen het veld vertrok voor de laatste paraderonde, werd Christian Klien achtergelaten door een elektrisch probleem en verscheen niet aan de start.
- De vieringen op het podium waren zonder geluid, omdat Paus Johannes Paulus II de vorige avond overleed. Ferrari racete met zwarte neuzen uit teken van respect.
- Dit was de eerste uitvalbeurt van Michael Schumacher door mechanische problemen sinds de Grand Prix van Duitsland 2001.

## Standen na de Grand Prix

### Coureurs
| Positie | Nummer | Rijder               | Team                | Punten |
| ------- | ------ | -------------------- | ------------------- | ------ |
| 1       | 5      | Fernando Alonso      | Renault             | 26     |
| 2       | 16     | Jarno Trulli         | Toyota              | 16     |
| 3       | 6      | Giancarlo Fisichella | Renault             | 10     |
| 4       | 17     | Ralf Schumacher      | Toyota              | 9      |
| 5       | 14     | David Coulthard      | Red Bull - Cosworth | 9      |

### Constructeurs
| Positie | Nummers | Team            | Rijders                              | Punten |
| ------- | ------- | --------------- | ------------------------------------ | ------ |
| 1       | 5 6     | Renault         | Fernando Alonso Giancarlo Fisichella | 36     |
| 2       | 16 17   | Toyota          | Jarno Trulli Ralf Schumacher         | 25     |
| 3       | 9 10    | McLaren         | Kimi Räikkönen Pedro de la Rosa      | 19     |
| 4       | 7 8     | Williams        | Mark Webber Nick Heidfeld            | 13     |
| 5       | 14 15   | Red Bull Racing | David Coulthard Christian Klien      | 9      |

## Statistieken
| Snelste ronde | Pedro de la Rosa | McLaren - Mercedes | 1:31.447 |

## Noot
- Dit was de tweehonderdste Grand Prix-start voor een Nederlandse coureur.
- Vijfde pole position voor Fernando Alonso en voor een Spaanse coureur.
- Eerste snelste ronde voor Pedro de la Rosa.

2004 · 2005 · 2006 · 2007 · 2008 · 2009 · 2010 · 2012 · 2013 · 2014 · 2015 · 2016 · 2017 · 2018 · 2019 · 2020 · 2021 · 2022 · 2023 · 2024 · 2025 · 2026 · 2027 · 2028 · 2029 · 2029 · 2030 · 2031 · 2032 · 2033 · 2034 · 2035 · 2036